# Nacionalna sigurnosna agencija
Nacionalna sigurnosna agencija (eng. National Security Agency, NSA) američka je savezna obavještajna agencija koja nadzire i analizira komunikaciju u državi ali i u inozemstvu. Zadužena je i za zaštitu državnih komunikacija i savezne infrastrukture od sličnih organizacija u svijetu. 
Službeno je uspostavljena 4. studenoga 1952. godine, kao dio ministarstva obrane. Stvaranje NSA je odobreno u pismu američkog predsjednika Harryja Trumanna 1952. godine. NSA je važna komponenta Obavještajne zajednice Sjedinjenih Država kojom upravlja direktor Središnje obavještajne agencije. Stožer NSA je u Fort George G. Meade, Maryland, oko 16 km od Washingtona. NSA ima svoj izlaz s autoputa Baltimore-Washington.
Proračun NSA za električnu energiju prelazi 21 milijun dolara godišnje, što NSA čini drugim najvećim potrošačem struje u saveznoj državi Maryland. Agencija ugovara također i poslove s privatnim sektorom u poljima istraživanja i opreme, jer posjeduje prvenstveno napredne tehnologije kriptografije i analize, komunikacijskih hardwarea i softwarea i dr. 
Unatoč činjenici da je opisuju kao jednog od najvećih poslodavca matematičara, vlasnika najveće pojedinačne grupe superračunala, NSA je bila u anonimnosti sve do kraja 20. stoljeća. Dugo vremena vlada SAD čak nije ni priznavala njeno postojanje. Često je NSA akronim predstavljao riječi "No Such Agency" (Ne postoji takva agencija).

## Ravnatelji Nacionalne siguronosne agencije
- 1952. – 1956. general pukovnik Ralph J. Canine,
- 1956. – 1960. general pukovnik Semford John A. Samford
- 1960. – 1962. viceadmiral Laurence H. Frost
- 1962. – 1965. general pukovnik Gordon A. Blake
- 1965. – 1969. general pukovnik Marshall S. Carter
- 1969. – 1972. viceadmiral Noel A. M. Gaylor
- 1972. – 1973. general pukovnik Samuel C. Phillips
- 1973. – 1977. general pukovnik Lew Allen, Jr.
- 1977. – 1981. viceadmiral Bobby Ray Inman
- 1981. – 1985. general pukovnik Lincoln D. Faurer
- 1985. – 1988. general pukovnik William E. Odom
- 1988. – 1992. viceadmiral William O. Studeman
- 1992. – 1996. viceadmiral John M. McConnell
- 1996. – 1999. general pukovnik Kenneth A. Minihan
- 1999. – 2005. general pukovnik Michael V. Hayden
- 2005. – ?     general pukovnik Keith B. Alexander

## Patentiranje
NSA ima mogućnost patentirati otkrića u patentnom zavodu u SAD-u pod tajnim patentima. Za razliku od normalnih patenata, patenti NSA se nikad ne objavljuju. Međutim, ako patentni zavod zaprimi identičnu prijavu od treće strane, tada se otkriva patent NSA, i službeno ga predaje NSA kao patent punog roka upotrebe od tog datuma.

## Neke od prošlih elektroničkih (SIGINT) aktivnosti
- Ultra
- Magija (kriptografija)
- Purpurni kod (Purple code)
- Projekt VENONA (VENONA project)
- Incident u Tonkinškom zalivu
- USS Liberti incident
- USS Pueblo (AGER-2)
- ECHELON

## Echelon
NSA je u suradnji sa sličnim agencijama u Ujedinjenom Kraljevstvu (Vladin glavni stožer za komunikacije), Kanadi (Zavod za sigurnost komunikacija), Australiji (Obrambeni direktorat za signale)i Novom Zelandu (Vladin ured za sigurnost komunikacija), u skupini poznatoj pod imenom UKUSA, odgovorna, između ostalog, za funkcioniranje sistema ECHELON. Sumnja se također kako su se UKUSA sporazumu priključile i ostale države npr. Njemačka (Bad Aibling). 
Echelon je sustav koji je u stanju nadzirati veliki postotak svjetskog telefonskog, faksovnog, i općenito komunikacijskog sustava. Tehnički gledano, zbog tehnološkog napretka skoro sve moderne telefonske, internet, faks i satelitske komunikacije na svijetu se mogu presresti, zabilježiti i analizirati. Operacije sakupljanja informacija, koje NSA nastoji provoditi su u SAD-u, ali i šire dovele do niza kritika zbog strahova da NSA krši prava na privatnost američkih državljana, pa čak i da sudjeluje u ekonomskim izvještajnim aktivnostima kako bi američkim kompanijama osigurala vrijedne poslove. Europski parlament je zato donio dokument u kojima analizira mogućnosti ekonomskog izvještavanja SAD-a i zemalja EU-a.

## Vanjske poveznice
- Službena stranica (engl.)
- Nacionalni sigurnosni arhiv
- Povijest NSA  Arhivirana inačica izvorne stranice od 15. svibnja 2008. (Wayback Machine)
- NS Archive
- Kriptonim
- Stožer NSA slika
- Svjedočanstva NSA